# Saint-Évariste-de-Forsyth (Quebec)
Saint-Évariste-de-Forsyth é um município canadense do Conselho Municipal Regional de Beauce-Sartigan em Quebec, localizado na região administrativa de Chaudière-Appalaches, é denominada em homenagem ao Papa Evaristo e ao comerciante de madeira James Bell Forsyth.